# Silvio Brito
Silvio Brito (Tres Pontas, 10 febbraio 1952) è un cantante, showman e polistrumentista brasiliano.
Bambino prodigio della musica brasiliana, ha inciso 26 album, quattro dei quali sono stati certificati dischi d'oro. In Brasile è stato soprannominato "Rei da Irreverência", per la sua avversione a ogni dittatura, ben ravvisabile nei testi di molte sue canzoni. Noto anche all'estero, si è esibito in Nordamerica e in Europa.
Le sue canzoni più fortunate sono  Tá Todo Mundo Louco, Tô Vendendo Grilo, Quase Dois Mil Anos Depois, Namoradinha do Mundo, Espelho Mágico e Pare o Mundo Que Eu Quero Descer.

## Biografia
A sei anni si è trasferito con la famiglia a Varginha, dove ha imparato a suonare la viola, il pianoforte, il trombone, il sassofono e la chitarra, e all'età di otto ha inciso il suo primo album, nel quale ha proposto cover di brani portati al successo da Joselito, Luiz Gonzaga, Ivon Curi, Brenda Lee, Mario Lanza. Due anni dopo ha presentato un programma per bambini della TV Nacional di Brasilia, poi prolungato per altre due stagioni televisive. 
Durante l'adolescenza ha iniziato a comporre canzoni, registrate in seguito da importanti cantanti come Ronnie Von, Antônio Marcos e Vanusa. Tra il 1965 e il 1973 è stato il cantante della boy band Silvio Brito e os Apaches, che pubblicò solo un paio di album, passati quasi inosservati. Deluso e scoraggiato, Brito si è trasferito negli USA, dove ha lavorato come lavapiatti in un ristorante, ma poco dopo è rientrato in Brasile. 
Nel 1974 ha pubblicato il suo primo album da solista l'LP O Cabeludo Chega, che gli varrà il premio Buzina da parte di Chacrinha come cantante rivelazione dell'anno.
Nel 1975 ha inciso l'album Vendendo Grilo, contenente sia canzoni di protesta contro i militari al potere in Brasile sia il romantico brano Casinha, inserito nella colonna sonora della telenovela Ovelha Negra. 
Nel suo terzo album Minha Alegria, dalle sonorità rock, Brito è stato ancora più esplicito nel criticare il regime.
Il suo album successivo, Proversos, è caratterizzato da testi più fluidi ma musiche a metà strada tra rock e heavy metal.
Nel 1979 ha pubblicato l'album eponimo Sílvio Brito, contenente tra l'altro il brano Nostalgia Anos 50, dove per la prima volta egli ha attaccato una dittatura comunista, quella cubana. 
All'inizio degli anni '80 ha intrapreso la carriera di showman, animando con Fabio Jr. il programma musicale Hallelluyah. Si è poi proposto in alcuni one man show. Forte dei suoi dischi d'oro, ha vinto festival musicali nel suo paese, in Argentina e in Uruguay, per poi compiere tour in tutto il continente americano e in Europa, con tappe in Portogallo, in Francia e in Italia . Nello stesso decennio l'artista ha pubblicato alcuni album nel segno del country e della musica sertaneja. Si è anche affermato come uno dei più noti cantanti brasiliani per bambini, a partire dallo show Tv Criança, che ha presentato insieme a Sandra Annenberg. 
Dopo aver fatto la conoscenza di Padre Zezinho, che insieme a un altro sacerdote ha officiato il suo matrimonio, Brito ha scoperto la musica cristiana (sebbene egli sia da sempre cattolico osservante) incidendo canzoni dai testi liturgici e avendo anche modo di produrre e arrangiare alcuni album del popolarissimo religioso-cantante.
Caratteristici i suoi occhiali, da lui sfoggiati nelle apparizioni pubbliche e in quasi tutte le copertine dei dischi: Silvio Brito, che è astigmatico e ipermetrope, ne possiede una collezione, venendo per questo paragonato a Elton John.

## Vita privata
Ha due figlie, Clarissa e Marysol, nate dal suo matrimonio con Margarida.